# متروسدرس أبيض الأزهار
متروسدرس أبيض الأزهار (الاسم العلمي:Metrosideros albiflora) هو نوع من النباتات يتبع جنس المتروسدرس من فصيلة الآسية.